# Liste der Kulturdenkmale in Mölkau
Die Liste der Kulturdenkmale in Mölkau enthält die Kulturdenkmale des Leipziger Ortsteils Mölkau, die in der Denkmalliste vom Landesamt für Denkmalpflege Sachsen mit Stand vom 2017 erfasst wurden. Der Ortsteil Mölkau besteht aus den Stadtteilen Mölkau und Zweinaundorf.

## Legende
- Bild: Bild des Kulturdenkmals, ggf. zusätzlich mit einem Link zu weiteren Fotos des Kulturdenkmals im Medienarchiv Wikimedia Commons. Wenn man auf das Kamerasymbol klickt, können Fotos zu Kulturdenkmalen aus dieser Liste hochgeladen werden:
- Bezeichnung: Denkmalgeschützte Objekte und ggf. Bauwerksname des Kulturdenkmals
- Lage: Straßenname und Hausnummer oder Flurstücknummer des Kulturdenkmals. Die Grundsortierung der Liste erfolgt nach dieser Adresse. Der Link (Karte) führt zu verschiedenen Kartendiensten mit der Position des Kulturdenkmals. Fehlt dieser Link, wurden die Koordinaten noch nicht eingetragen. Sind diese bekannt, können sie über ein Tool mit einer Kartenansicht einfach nachgetragen werden. In dieser Kartenansicht sind Kulturdenkmale ohne Koordinaten mit einem roten bzw. orangen Marker dargestellt und können durch Verschieben auf die richtige Position in der Karte mit Koordinaten versehen werden. Kulturdenkmale ohne Bild sind an einem blauen bzw. roten Marker erkennbar.
- Datierung: Baubeginn, Fertigstellung, Datum der Erstnennung oder grobe zeitliche Einordnung entsprechend des Eintrags in der sächsischen Denkmaldatenbank
- Beschreibung: Kurzcharakteristik des Kulturdenkmals entsprechend des Eintrags in der sächsischen Denkmaldatenbank, ggf. ergänzt durch die dort nur selten veröffentlichten Erfassungstexte oder zusätzliche Informationen
- ID: Vom Landesamt für Denkmalpflege Sachsen vergebene, das Kulturdenkmal eindeutig identifizierende Objekt-Nummer. Der Link führt zum PDF-Denkmaldokument des Landesamtes für Denkmalpflege Sachsen. Bei ehemaligen Kulturdenkmalen können die Objektnummern unbekannt sein und deshalb fehlen bzw. die Links von aus der Datenbank entfernten Objektnummern ins Leere führen. Ein ggf. vorhandenes Icon  führt zu den Angaben des Kulturdenkmals bei Wikidata.

## Kulturdenkmale in Mölkau
| Bild                                    | Bezeichnung | Lage                                   | Datierung                                                                                            | Beschreibung | ID       |
| --------------------------------------- | --- | -------------------------------------- | --- | --- | -------- |
| Weitere Bilder                          | Transformatorenturm | Albrechtshainer Straße (Karte)         | um 1920 (Transformatorenstation)                                                                     | mit strebepfeilerartigen Verstärkungen im Sockelbereich, ortsbildprägend, technikgeschichtlich interessant | 08970703 |
| Weitere Bilder                          | Fabrikbau | Albrechtshainer Straße 28 (Karte)      | 1920 (Fabrikhalle)                                                                                   | Shedhalle mit gestalteter Klinkerfassade zur Straße (Lisenengliederung, Mittelbetonung durch Dreiecksgiebel mit Kugelbekrönung), industriegeschichtlich von regionalem Interesse, im Wesentlichen original erhalten | 08970493 |
| Weitere Bilder                          | Wohnhaus in offener Bebauung (ehemaliges Gemeindeamt), mit Einfriedung, Vorgarten, Pflaster, zwei Pfeiler einer Toreinfahrt, Feuerwehrhaus mit Anbau und Waschhaus sowie Lindenhain                                                                                             | Albrechtshainer Straße 82 (Karte)      | 1912–1913 (Gemeindeamt), 1935–1936 (Feuerwehr), 1912–1913 (Waschhaus), 1913 (Vorgarten), 1913 (Hain) | alte Ortslage Zweinaundorf, Putzfassade, als ehemaliges Gemeindeamt ortsbildprägender Bau von ortsgeschichtlicher und baugeschichtlicher Bedeutung, Erinnerungswert Die Bauarbeiten für das Rathaus der Gemeinde Zweinaundorf sowie ein kleines Nebengebäude begannen im August 1912, als bauleitender Architekt stand Alfred Liebig unter Vertrag. Wirkungsvoll erhebt sich der freistehende Reformstilbau auf einem großzügigen Eckgrundstück im Ortskern, die Putzfassaden werden von einem recht weit überstehenden ziegelgedeckten Walmdach geschützt. Zweiläufig führt eine Eingangstreppe an der zur Gottschalkstraße liegenden Schaufassade zum Eingang, der ein auf Polygonalpfeilern ruhendes Vordach besitzt. Hier ist ein kleiner Vorplatz gestaltet, der seine Fortsetzung an der Ecke zur Albrechtshainer Straße mit einer geschlossenen, straßenbegleitenden Baumreihe sowie rechterhand mit einer von Linden bestandenen Rasenfläche findet. Eine Umgestaltung der Amtsräume 1930 sowie den Neubau eines Feuerwehrgeräteschuppens 1935/1936 verantwortete bauleitend der im Ort ansässige Baumeister und Architekt Alfred Wilhelm. Leider sind die Fensterklappläden im Obergeschoss des Gemeindeamtes nicht mehr vorhanden. Das städtebaulich markant in den alten Ortskern wirkende ehemalige Gemeindeamt besitzt Erinnerungswert sowie eine baugeschichtliche und ortsentwicklungsgeschichtliche Bedeutung. LfD/2013, 2018 | 08970392 |
|                                         | Wohn- und Geschäftshaus in offener Bebauung, mit historischen Werbeschriften | Albrechtshainer Straße 96 (Karte)      | 1931–1933 (Wohn- und Geschäftshaus)                                                                  | Putzfassade, Walmdach, mit Laden, Gebäude im Stil des Expressionismus, baugeschichtlich von Bedeutung Arthur Böhme begehrte im März 1931 die Errichtung eines Einfamilienhauses mit Ladeneinbau auf einem gut eintausend Quadratmeter großen Baugrundstück (ehemals Lindenstraße 10) und legte Pläne des Architekten Rudolf Kegel vor, der hernach die Bauleitung und die Firma Schulze & Naunhof die Ausführung übernehmen sollte. Durch Verzögerungen begannen die Arbeiten erst im Sommer 1932 durch den nun leitenden Bauunternehmer Robert Jahr. Vom 28. April 1933 datieren Schlussprüfung und die Gestattung der Ingebrauchnahme. Kompakt wirkt der zweigeschossige, von einem Mansarddach überfangene Baukörper, über dessen seitlichen Anbau der Hauszugang realisiert ist. Großzügig und werbewirksam zeigen sich die über Eck liegende Schaufensterfront und der Ladeneingang. Ein umlaufendes, einlagiges sichtbares Klinkerband und ein Gesims durchgezogener Fenstersohlbänke bilden mit der ebenfalls dunklen Fassung der Fensterrahmungen einen kräftigen Kontrast zur hellen Putzfassade. Für die 1930er Jahre typische, zurückhaltend konzipierte Dachhäuser ermöglichen die Wohnnutzung über den beiden Volletagen. Gediegen und elegant ist die erhaltene bauzeitliche Ausstattung (Ladenfenster teilweise mit alten Werbeschriften), die Einfassung des Vorgartens teilweise aus Beuchaer Granitsteinen gefügt. LfD/2014, 2017 | 08970391 |
| Direkt Bild zu diesem Denkmal hochladen | Wohnhaus in offener Bebauung mit Vorgarten | Am Gutspark 30 (Karte)                 | 1930–1932 (Wohnhaus)                                                                                 | mit vielen originalen Details erhaltenes Wohnhaus der Zeit um 1930, Putzfassade, baugeschichtlich wertvolles Gebäude als Dokument des privaten Wohnungsbaus im Übergang vom Art-Déco zur Neuen Sachlichkeit der frühen 1930er Jahre Oberpostsekretär Eugen Schütze aus Stötteritz finanzierte auf einem gut 1100 m² großen Grundstück das Einfamilienhaus, dessen Pläne zunächst Architekt Rudolf Kegel anfertigte. Tekturen der im Dezember 1930 genehmigten Entwürfe lieferte im Folgejahr Architekt Fritz Willy Kiesshauer, der nun auch die Bauleitung übernahm. Dem Vorhaben eines Umbaus zum Zweifamilienhaus 1939 wurde keine behördliche Zustimmung erteilt. Durch die für die Erbauungszeit typische Verwendung von Klinkern erfährt der einfache zweigeschossige Putzbau seine Gliederung, von besonderer architektonischer Gestaltung sind der Treppenaufgang mit Windfang sowie ein gartenseitiger Anbau, von Interesse der Garageneinbau im Kellergeschoss. Eine besondere Note erhält die Fassadengestaltung durch ein breites, unter den Fenstern des Obergeschosses umlaufendes Klinkerband. Die Ausstattung ist weitgehend erhalten, ebenso die Kunststeinpfosten der Einfriedung. Baugeschichtlich wertvolles Gebäude als Dokument des privaten Wohnungsbaus im Übergang vom Art-Déco zur Neuen Sachlichkeit der 1930er Jahre. LfD/2011, 2013 | 08970380 |
| Weitere Bilder                          | Bergfriedhof Mölkau, Sachgesamtheit | Engelsdorfer Straße (Karte)            | 1641 (Friedhof)                                                                                      | Sachgesamtheit Bergfriedhof Mölkau, mit folgenden Einzeldenkmalen: Leichenhaus (1875), Einfriedung und Grabmale sowie Grabstätte für Kriegstote aus verschiedenen Ländern (Belgien, Holland, Frankreich, Sowjetunion und Polen) (siehe Obj. 08970477) und gärtnerische Friedhofsgestaltung; geschichtlich bedeutend; historischer Friedhof (Bestattungen bis 1985) mit Standort Apelstein Nr. 39 (siehe 08970469) und Gedenkstein für Zwangsarbeiter | 09305934 |
| Weitere Bilder                          | Bergfriedhof Mölkau, Einzeldenkmale | Engelsdorfer Straße (Karte)            | 1641 (Friedhofsbestandteil), 1875 (Leichenhalle)                                                     | Einzeldenkmal der Sachgesamtheit Bergfriedhof Mölkau (siehe Obj. 09305934): Einfriedung, Leichenhaus, Grabmale sowie Grabstätte für Kriegstote aus verschiedenen Ländern (Belgien, Holland, Frankreich, Sowjetunion und Polen); Grabmal Schulz, Grabmale der Familien Zimmermann und Schmidt, geschichtlich bedeutend | 08970477 |
| Weitere Bilder                          | Apelstein Nr. 39 (N) | Engelsdorfer Straße (Karte)            | bezeichnet 1863, mehrmals umgesetzt (Gedenkstein)                                                    | auf dem Bergfriedhof Mölkau (siehe Obj. 09305934), mehrfach umgesetzt; Gedenkstein zur Erinnerung an die Kämpfe der Völkerschlacht bei Leipzig 1813, 10.000 Franzosen und Sachsen unter General Reynier, geschichtlich von Bedeutung | 08970469 |
| Direkt Bild zu diesem Denkmal hochladen | Allee des Abzweigs der Engelsdorfer Straße | Engelsdorfer Straße (Karte)            | vermutl. um 1920 (Allee)                                                                             | ortsentwicklungsgeschichtliche und gartenhistorische Bedeutung | 09306264 |
| Direkt Bild zu diesem Denkmal hochladen | Mietshaus in offener Bebauung, mit Ladenanbau | Engelsdorfer Straße 45 (Karte)         | 1930–1931 (Mietshaus)                                                                                | Putzfassade, typischer Bau der späten 1920er Jahre in unmittelbarer Nähe zum expressionistischen Rathaus, baugeschichtlich und ortsentwicklungsgeschichtlich von Bedeutung Im „Knick“ der Hauptstraße in Mölkau erbaute die Gemeinde ein Wohnhaus nebst Ladenanbau 1930/1931, nach Plänen und statischen Berechnungen des ortsansässigen Architekten Theodor Hofmann und in Beauftragung der Bauhütte Leipzig GmbH für die Umsetzung. Mit der Leitung der Arbeiten wurde Architekt Hermann Mäding betraut. Das Sechs-Familien-Wohnhaus besaß jeweils eine Wohnung im Erd- und Dachgeschoss sowie zwei Mieteinheiten in den beiden oberen Etagen. Im Parterre waren zudem einige Räume als Lager dem eingeschossigen Ladenanbau zugeschlagen (zeitweise von der Konsumgenossenschaft genutzt). Für den 21. Januar 1999 datiert ist ein Antrag für Fassadensanierung und Ausbau des Dachgeschosses. Dunkelbraune Klinker geben dem verputzten Gebäude Rahmung und Dekor. Unverzichtbar für die Architektur sind die Fenster in Sechserteilung und die Treppenhausfenster mit Quersprossung und die Fassung der Fenster an allen Fassaden durch gefasst. Der Eckbau mit seinem wirkungsvollen, ziegelgedeckten Dach setzt einen wichtigen Akzent an einer der wichtigsten Kreuzungen in Mölkau und korrespondiert mit dem in der Nähe stehenden Rathaus. Die Baugruppe ist städtebaulich unverzichtbar, besitzt einen baugeschichtlichen und ortsentwicklungsgeschichtlichen Wert. LfD/2015 | 08970486 |
| Direkt Bild zu diesem Denkmal hochladen | Doppelmietshaus (mit Nr. 49) in halboffener Bebauung | Engelsdorfer Straße 47 (Karte)         | 1903–1905 (Hälfte eines Doppelmietshauses)                                                           | mit Laden, Putzfassade, stattlicher Jugendstilbau im Ortskern gegenüber dem ehemaligen Gemeindeamt, baugeschichtlich von Bedeutung Strahlenden Jugendstil zeigt die Fassade des 1903–1905 im Auftrag von Baumeister Otto Unger errichteten Hauses, gegenüber welchem sich das später erbaute Mölkauer Rathaus befindet. Der Antrag „zu einem Wohngebäude als halbes Gruppengebäude“ wurde zunächst abgelehnt, drei Monate später aber genehmigt. Zunächst waren auch eine Bäckerei und Waschhaus vorgesehen, im Bauverlauf ein Nebengebäude mit Groß- und Kleinviehschlachtung, Pferdestall mit Heuboden, Wagenschuppen und wiederum Waschküche beantragt. Dieses Gebäude entstand allerdings nicht als Seitenflügel im Hof, sondern frei stehend erst 1905. Neben einer Mietwohnung im Erdgeschoss des Vorderhauses entstand zudem eine Ladenwohnung, in den beiden Stockwerken waren jeweils zwei Mietparteien vorgesehen. Im Herbst 1929 erhielt eine ungenehmigt eingebaute zweite Dachwohnung wegen der herrschenden Wohnungsnot die behördliche Genehmigung als Notwohnung. 1936 ist die Umnutzung des Pferdestalls in eine Garage aktenkundig, die Fleischerei sollte 1993 in ein Imbißrestaurant umgestaltet werden. Die Putzfassade (des Doppelhauses mit Nummer 49) ist durch Lisenen und Stuckdekor reich dekoriert, die Verwendung von Sandsteinwerkstein im Sockelbereich wirkt großzügig und ansprechend. Die Ladenfront und die Wandfliesen im Geschäfts sind weitgehend original erhalten, wie auch Teile der qualitätvollen Innenausstattung. Fassadensanierung 2017. Als Zwillingshaus in städtebaulich markanter Lage, in Korrespondenz mit dem gegenüber stehenden architektonisch bedeutsamen Mölkauer Rathaus, besitzt das Haus einen baugeschichtlichen, ortsteilenwicklungsgeschichtlichen und ortsbildcharakterisierenden Wert. LfD/2016, 2017 | 08970479 |
| Direkt Bild zu diesem Denkmal hochladen | Doppelmietshaus (mit Nr. 47) in halboffener Bebauung | Engelsdorfer Straße 49 (Karte)         | 1904 (Hälfte eines Doppelmietshauses)                                                                | mit Laden, Putzfassade, stattlicher Jugendstilbau im Ortskern, baugeschichtlich von Bedeutung | 08970480 |
|                                         | Rathaus | Engelsdorfer Straße 88; 90; 92 (Karte) | 1925–1926, bezeichnet 1925 (Rathaus)                                                                 | Putzfassade, architektonisch interessanter Bau des Architekten Hans Heinrich Grotjahn, in traditionalistischer, expressionistischer und Art-Déco-Formensprache, ortsgeschichtlich und baugeschichtlich von Bedeutung | 08970471 |
| Direkt Bild zu diesem Denkmal hochladen | Mietshaus in halboffener Bebauung | Engelsdorfer Straße 140 (Karte)        | 1911–1913 (Mietshaus)                                                                                | Putzfassade, als Spätbau des Architekten Max Bösenberg von regionaler architekturgeschichtlicher Bedeutung Felix Schulze, Gutsbesitzer in Mölkau, war Initiator des Mietshausbaus, für den er die Architekten Prof. Max Bösenberg & Sohn gewinnen konnte. Die Ausführung erfolgte durch einen ortsansässigen Baumeister, als „Bauaufseher“ fungierte Maurerpolier Johannes Hofmann. Bis Juli 1913 konnte das im Dezember 1911 beantragte Haus „unter Dach gebracht“ werden. 1987 beabsichtigte der VEB Gebäudewirtschaft Engelsdorf die Erneuerung der Balkone, in den Jahren 2002/2003 fanden Sanierung und Umbau statt. Über drei verputzten Vollgeschossen erhebt sich eine weitere Wohnetage „als steiles Mansardengeschoss“. Aufsehen ziehen die ausladend konzipierte Dachlandschaft und das große Zwerchhaus auf sich, der Fassadenentwurf ist axialsymmetrisch konzipiert mit einem breiten, schwach vortretenden Mittelrisalit. Der Fassadenaufbau zeigt typische Merkmale der Reformstilzeit und verzichtet komplett auf Stuck- und Kunststeindekor. Zur erhaltenen Ausstattung gehören u. a. das hölzerne Treppenhaus mit Schablonenmalerei, Strukturglasfenstern und Wohnungseingangstüren sowie farbige Schablonenmalerei an der Traufe. Nicht umgesetzt wurde ein in der Bauaktenzeichnung sichtbares Eingangsportal. Städtebaulich markiert das gegenüber dem Mölkauer Bergfriedhof stehende Gebäude das Abbrechen einer weiteren Bebauung des Ortsrandes mit Mietshäusern, zudem ist es ein bemerkenswertes baugeschichtliches Zeugnis des renommierten Architekten Max Bösenberg. LfD/2013, 2014 | 09299230 |
| Weitere Bilder                          | Hirschplastik | Gottschalkstraße (Karte)               | 1871–1872 (Denkmal)                                                                                  | Ursprünglich im Park des Gutes auf einem Podest stehend und zur Gutsanlage gehörig, künstlerisch von Bedeutung, Zinkbleiguss nach einem Werk von Johann Heinrich Kureck aus dem Jahr 1862 | 08970390 |
| Direkt Bild zu diesem Denkmal hochladen | Wohnhaus, Seitengebäude, Scheune, Vorgarten, Garten und Hofpflasterung eines Vierseithofes | Gottschalkstraße 7 (Karte)             | 19. Jh. (Wohnhaus)                                                                                   | Wohnhaus mit Bruchsteinsockel, Putzfassade und Satteldach, Bestandteil der Ortskernbebauung des 19. Jahrhunderts, baugeschichtlich und ortsentwicklungsgeschichtlich von Bedeutung | 08970396 |
|                                         | Villa mit Vorgarten | Gottschalkstraße 9 (Karte)             | 1907 (Villa)                                                                                         | Putzfassade, Jugendstilvilla mit aufwendiger Fassadengestaltung, baugeschichtlich von Bedeutung | 08970398 |
|                                         | Wohnhaus in halboffener Bebauung | Gottschalkstraße 9 (Karte)             | um 1800 (Wohnhaus)                                                                                   | mit Fachwerk-Obergeschoss, Putzfassade, Satteldach, Bestandteil des alten Ortskernes, baugeschichtlich von Bedeutung | 08970397 |
| Direkt Bild zu diesem Denkmal hochladen | Wohnhaus und Torpfeiler eines Bauernhofes | Gottschalkstraße 13 (Karte)            | 19. Jh. (Bauernhaus)                                                                                 | Wohnhaus verputzter Fachwerkbau, zwar teilweise veränderte Bestandteile einer ehemaligen Hofanlage, doch insgesamt noch ortstypisch und in wichtiger Lage, baugeschichtlich von Bedeutung | 08970643 |
| Weitere Bilder                          | Fabrikgebäude, Vorgarten, Toreinfahrt und Einfriedung (auch seitlich vor Nr. 7) sowie Hofgebäude | Gutberletstraße 9 (Karte)              | 1911 (Fabrik)                                                                                        | dreigeschossiger langgestreckter Baukörper, Klinkerfassade mit turmartiger Ausbildung der Ecke, industriegeschichtlich von regionalem Interesse, architektonisch ansprechende Gestaltung | 08970495 |
| Weitere Bilder                          | Fabrikanlage bestehend aus Maschinenhalle (Halle 1, Gutberletstraße 15b), dem Verwaltungs- und Modellbau (Gebäude 6, Gutberletstraße 15c), dem Verwaltungsgebäude und dem Kohlebunker                                                                                           | Gutberletstraße 15b; 15c (Karte)       | 1913/1914 (Fabrik)                                                                                   | der Verwaltungs- und Modellbau (Gebäude 6) mit Klinkerfassade mit Lisenengliederung und Putzspiegeln, ursprünglich bildete Gebäude 6 den Kopfbau einer Gießereihalle (Gießereihalle vor 2016 abgebrochen), Kohlebunker ein Klinkerbau, industriegeschichtlich von regionalem Interesse, weitgehend originaler Erhaltungszustand, im Straßenbild dominierend, architektonisch qualitätvoll gestalteter Industriebau | 08970492 |
| Direkt Bild zu diesem Denkmal hochladen | Mietshaus in offener Bebauung in Ecklage (Anschrift: Gutberletstraße 16/16a und Hasenheide 2a), mit Vorgarten | Gutberletstraße 16; 16a (Karte)        | 1913–1914 (Mietshaus)                                                                                | ehemals mit Laden, Putzfassade, Reformstil-Architektur, baugeschichtlich und ortsentwicklungsgeschichtlich bedeutsam, als ehemalige Gastwirtschaft mit Erinnerungswert In Ecklage Hasenheide entstand der Wohnhausbau mitsamt der im Erdgeschoss eingerichteten Gastwirtschaft in den Jahren 1913/1914 nach Entwurf des Architekten und Baumeisters Ernst Steinkopf aus Leipzig-Gohlis, rückwärtig gleichzeitig ein Waschhaus. Das Baugeschäft der Gebrüder Hofmann übernahm Baukosten, Ausführung und Bauleitung. In jeder Etage waren drei Wohnungen untergebracht und 1926 reichte Architekt und Baumeister M. Schumann Pläne für eine zweite Dachgeschosswohnung ein – der Baumeister und Architekt Th(eodor?) Hofmann im Sommer 1938 die Pläne für einen Lebensmittel-Ladeneinbau an der Seite. Als Pächter der Gastwirtschaft in dieser Zeit ist Willy Schubert namhaft. Klar ist der verputzte Baukörper durch Horizontalgesimse abgesetzt, gliedern Dachhäuser das recht hohe, ziegelgedeckte Dach. An der Hauptfront ist der durch große rundbogige Fenster ausgewiesenen Gastwirtschaft ein Eingangs-Anbau vorgesetzt während der Zugang ins Treppenhaus rückwärtig erfolgt. September 2014 noch unsaniert und leer stehend. Baugeschichtlich und ortsentwicklungsgeschichtlich bedeutsam, als ehemalige Gastwirtschaft mit Erinnerungswert. LfD/2013, 2014 | 09301969 |
| Direkt Bild zu diesem Denkmal hochladen | Mietshaus in offener Bebauung in Ecklage (Anschrift: Gutberletstraße 16/16a und Hasenheide 2a), mit Vorgarten | Hasenheide 2a (Karte)                  | 1913–1914 (Mietshaus)                                                                                | ehemals mit Laden, Putzfassade, Reformstil-Architektur, baugeschichtlich und ortsentwicklungsgeschichtlich bedeutsam, als ehemalige Gastwirtschaft mit Erinnerungswert In Ecklage Hasenheide entstand der Wohnhausbau mitsamt der im Erdgeschoss eingerichteten Gastwirtschaft in den Jahren 1913/1914 nach Entwurf des Architekten und Baumeisters Ernst Steinkopf aus Leipzig-Gohlis, rückwärtig gleichzeitig ein Waschhaus. Das Baugeschäft der Gebrüder Hofmann übernahm Baukosten, Ausführung und Bauleitung. In jeder Etage waren drei Wohnungen untergebracht und 1926 reichte Architekt und Baumeister M. Schumann Pläne für eine zweite Dachgeschosswohnung ein – der Baumeister und Architekt Th(eodor?) Hofmann im Sommer 1938 die Pläne für einen Lebensmittel-Ladeneinbau an der Seite. Als Pächter der Gastwirtschaft in dieser Zeit ist Willy Schubert namhaft. Klar ist der verputzte Baukörper durch Horizontalgesimse abgesetzt, gliedern Dachhäuser das recht hohe, ziegelgedeckte Dach. An der Hauptfront ist der durch große rundbogige Fenster ausgewiesenen Gastwirtschaft ein Eingangs-Anbau vorgesetzt während der Zugang ins Treppenhaus rückwärtig erfolgt. September 2014 noch unsaniert und leer stehend. Baugeschichtlich und ortsentwicklungsgeschichtlich bedeutsam, als ehemalige Gastwirtschaft mit Erinnerungswert. LfD/2013, 2014 | 09301969 |
| Direkt Bild zu diesem Denkmal hochladen | Villa mit Einfriedung und Vorgarten | Karl-Friedrich-Straße 12 (Karte)       | um 1910 (Villa)                                                                                      | Klinkerfassade, Villa im Landhausstil mit Schwebegiebel, baugeschichtlich und ortsentwicklungsgeschichtlich bedeutsam | 08970394 |
| Direkt Bild zu diesem Denkmal hochladen | Mietshaus in offener Bebauung | Karl-Friedrich-Straße 18 (Karte)       | 1907–1909 (Mietshaus)                                                                                | Klinker-Putz-Fassade, straßenbildprägendes Mietshaus mit ansprechender Fassadengliederung, von baugeschichtlicher Bedeutung Pläne für ein Wohnhaus nebst eines als Waschhaus und Holzstall gedachten Nebengebäudes wurden 1907 und 1908 angefertigt. Fleischermeister Franz Eduard Bäcke nahm die im Umkreis recht umtriebige Firma von M. Somieski für Ausführung und Bauleitung unter Vertrag. Vom 13. Januar 1909 datiert die Baugenehmigung, die Umsetzung dürfte im gleichen Jahr abgeschlossen worden sein. Zwei Anträge in den Jahren 1918 und 1919 für eine Wohnung unterm Dach erfuhren behördliche Ablehnung, 1923 brannte das Dach ab und sollte wieder aufgebaut werden (Ausführung durch Zimmermeister Oswald Schulze). Die nachwendliche, vereinfachende Sanierung erfolgte wohl im Zusammenhang mit einem rückwärtigen Balkonanbau 1995 nach Planentwurf von Bauingenieur Gödicke. Freundlich wirken die gelben Klinkerfassaden mit Gliederungen aus grün glasierten Ziegeln sowie Kunststeinformteilen und Stuckdekor über den straßenseitigen Fenstern der Beletage, das glatt verputzte Erdgeschoss irritiert hier ebenso wie die geglättete Traufe. Das frei stehende Mietshaus bezeugt einen einschneidenden Abschnitt der Ortsentwicklung über die Dorfgrenzen hinaus, findet hier jedoch keine Nachfolger und steht straßenraumprägend als Solitär einer Bebauungskultur sozialen Wohnungsbaus zu Beginn des 20. Jahrhunderts, es ist baugeschichtlich von Bedeutung. LfD/2017, 2018 | 08970395 |
| Weitere Bilder                          | Sachgesamtheit Stadtgut Mölkau, mit folgenden Einzeldenkmalen: Herrenhaus, mehrere Nebengebäude, Einfriedung, Sandsteinpostament auf Granitunterbau (Obj. 08970487), Vase und Sitzplatz mit Trockenmauer im Gutsgarten sowie anschließender Gutspark und sogenannter Tempelberg | Kelbestraße 3 (Karte)                  | im Kern 17. und 18. Jh. (Gut), 1869 (Herrenhaus)                                                     | stattliche Gutsanlage, ehemaliges Lehngut Zweinaundorf, heute Stadtgut Mölkau, Herrenhaus im Stil des Historismus, baugeschichtlich und ortsgeschichtlich von Bedeutung | 09305935 |
| Weitere Bilder                          | Einzeldenkmal der Sachgesamtheit Stadtgut Mölkau (Obj. 09305935): Herrenhaus, mehrere Nebengebäude, Einfriedung, Sandsteinpostament auf Granitunterbau im Park | Kelbestraße 3 (Karte)                  | 17. Jh. und 18. Jh. (Gutsverwalterhaus)                                                              | stattliche Gutsanlage des ehemaligen Rittergutes Zweinaundorf, heute Stadtgut Mölkau, Herrenhaus mit Putzfassade und Mansarddach, im Stil des Historismus, baugeschichtlich und ortsgeschichtlich von Bedeutung | 08970487 |
|                                         | Wohnhaus mit Vorgarten und Nebengebäude im Garten | Kelbestraße 5 (Karte)                  | Ende 19. Jh. (Wohnhaus)                                                                              | Putzfassade, Krüppelwalmdach, Wohnhaus Staatsanwalt Dr. Seeger-Kelbe, Wohnhaus mit Relief im Giebel in unmittelbarer Nähe zum Gutsbereich, ortsgeschichtlich von Bedeutung | 08970488 |
| Weitere Bilder                          | Transformatorenhäuschen | Mölkauer Dorfplatz (Karte)             | 1910 (Transformatorenstation)                                                                        | mit Putzfassade, technisches Denkmal am Mölkauer Dorfplatz, auf Straßenflurstück, technikhistorischer Wert | 08970484 |
| Weitere Bilder                          | Villa und Nebengebäude | Mölkauer Dorfplatz 5 (Karte)           | 1900–1901 (Villa)                                                                                    | Putzfassade, sehr repräsentative Villa im Ortskern, mit vielen erhaltenen Details der Jahrhundertwende, baugeschichtlich von Bedeutung | 08970485 |
| Weitere Bilder                          | Wohnhaus | Mölkauer Dorfplatz 6 (Karte)           | Anfang 19. Jh. (Wohnhaus)                                                                            | Putzfassade, Satteldach, eines der ältesten Gebäude des Ortes mit massivem Lehm-Erdgeschoss und Fachwerk-Obergeschoss, baugeschichtlich von Bedeutung | 08970483 |
| Weitere Bilder                          | Wohnhaus, Seitengebäude, Scheune, Hofpflasterung und Vorgarten eines Dreiseithofes | Mölkauer Dorfplatz 7 (Karte)           | 1. Hälfte 19. Jh. (Bauernhaus), bezeichnet 1883 (Scheune)                                            | Wohnhaus mit Putzfassade und Satteldach, ein mit vielen originalen Details überkommenes Gehöft im Ortskern, baugeschichtlich von Bedeutung | 08970482 |
| Weitere Bilder                          | Wohnhaus eines Bauernhofes | Mölkauer Dorfplatz 8 (Karte)           | Anfang 19. Jh. (Bauernhaus)                                                                          | Fachwerkbau mit Krüppelwalmdach, mit vielen originalen Details erhaltenes Bauernhaus im Ortskern, baugeschichtlich von Bedeutung | 08970481 |
| Direkt Bild zu diesem Denkmal hochladen | Wohnhaus in offener Bebauung mit Vorgarten | Osthöhe 8 (Karte)                      | 1927–1928 (Wohnhaus)                                                                                 | Putzfassade, Walmdach, typisches Wohnhaus der Zeit um 1920 mit originalen Details, an kleiner Platzanlage gelegen, baugeschichtlich und ortsteilentwicklungsgeschichtlich von Bedeutung Auf einem knapp zwölfhundert Quadratmeter großen Grundstück der Straße G des Teilbebauungsplanes E entstand zwischen Januar 1927 (Bauantrag) und April 1928 (Schlussprüfung) ein Einfamilienhaus mit Nebengebäude, welches Waschküche und Kleintierstall aufzunehmen hatte. Bauherr war Hermann Arthur Müller aus Leipzig-Reudnitz, er nahm den Zweinaundorfer Architekten und Baumeister Alfred Wilhelm unter Vertrag. Klappläden an den Fenstern, der Klinkersockel und das laut bauzeitlicher Vorhabenbeschreibung mit naturroten Biberschwänzen zu deckende Walmdach gliedern den verputzten kompakten Baukörper, dem an der Nordfront ein massiver Windfang angefügt ist. Als Beispiel für privat initiierten Wohnungsbau im Mölkauer Villenviertel zum Ende der 1920er Jahre von baugeschichtlicher und ortsteilentwicklungsgeschichtlicher Bedeutung. LfD/2013 | 08970384 |
|                                         | Maschinenfabrik Robert Kiehle; Spitzenfabrik: Wohnhaus, ehemals zur Fabrik gehörend | Paunsdorfer Straße (Karte)             | um 1900 (Wohnhaus)                                                                                   | die Fabrikantenvilla der früheren Maschinenfabrik 2013 abgerissen, ebenso Verwaltungsgebäude (ehemals Paunsdorfer Straße 70) 2013 abgerissen, das Wohnhaus ein Klinkerbau von straßenbildprägendem Charakter, Bedeutung für die Ortsgeschichte und die sächsische Industriegeschichte | 08970491 |
|                                         | Villa mit Einfriedung, Vorgarten und Remise | Paunsdorfer Straße 2 (Karte)           | 1896 (Villa), 1896 (Remise)                                                                          | Putzfassade, stattliche Villa im Ortskern mit ansprechender Fassadengestaltung, baugeschichtlicher Wert In das Jahr 1896 datiert die Erbauung des kleinen Landhauses auf einem Eckgrundstück, für den Gutsbesitzer Heinrich Schulze nach Plänen von Architekt E. Schmahl – einhergehend mit dem Bau eines Nebengebäudes, das Pferdestall, Wagenremise, Waschhaus und Heuboden aufnahm. Über einen kleinen Vorbau mit Triglyphenfries war das als kompakter Risalit am Außenbau erkennbare Treppenhaus zu erreichen, hieran schloss sich das zentrale Vestibül an. Ecklisenen mit Putzquaderung fassen die elegante Fassade, das flach geneigte Dach mit weitem Vorstand war mit Schiefer gedeckt. Markant fallen die Fensterrahmungen ins Auge, dem Stil des ausklingenden Historismus zuzuordnen. Im Frühjahr 1961 wurde das Zurücksetzen der Umfriedungsmauer genehmigt. Für den Villengarten kam im Oktober 1963 zur Anzeige, dass der wohl mindestens bauzeitliche Trompetenbaum gefällt werden solle. 1975 befasste sich ein baufachliches Gutachten mit dem Um- und Ausbau des Hauses für eine zentrale Gesundheitseinrichtung und 1985 erging eine Anordnung für Werterhaltungsmaßnahmen am Grundstück. Die denkmalschutzrechtliche Genehmigung zur Sanierung der Villa erhielt der Antragsteller im April 1998, im Jahr 2000 den Versagensbescheid für einen modernen Anbau. Die bauzeitliche Einfriedung ist nicht überkommen. Für das an exponierter Kreuzung in Mölkau liegende Grundstück ist ein baugeschichtlicher Wert zu konstatieren, das Haus belegt die Ortsentwicklung an der Wende vom 19. zum 20. Jahrhundert. LfD/2016, 2017 | 08970478 |
|                                         | Mietshaus in offener Bebauung in Ecklage, mit seitlicher Toreinfahrt sowie Einfriedung mit Vorgarten zur August-Knauer-Straße | Paunsdorfer Straße 18 (Karte)          | 1902–1903 (Mietshaus)                                                                                | historisierende Putzfassade mit Eckerker, markanter Eckbau mit zahlreichen Details aus der Erbauungszeit, baugeschichtlich und ortsentwicklungsgeschichtlich von Bedeutung Als Zeugnis der großstädtisch gedachten Ortsentwicklung zu Beginn des 20. Jahrhunderts entstand in repräsentativer Ecklage 1902–1903 ein dreigeschossiger Mietshausbau durch den Baumeister Otto Unger für Herrn Eduard Albert Donner als Bauherren. Die Putzfassade, insbesondere der Eckerker an der verbrochenen Ecke, waren mit Jugendstildekoration und feiner Putznutung konzipiert, Kunststeinformteile übernahmen die grobe Gliederung. An der Hauptschauseite findet sich zudem ein schwach vorstehender Seitenrisalit mit kleinem Zwerchhaus und Schmuckdekor, der einst überaus wirkungsvolle Dachaufsatz des Erkers ist verloren. Für 1954 ist das Ansinnen einer umfassenden Instandsetzung des Grundstücks aktenkundig und 1968 sollten Wohnungsgrundrisse eine Änderung erfahren (hier Architekt Berthold Schneider für Kurt Hindorf). Teile der Ausstattung sind erhalten, ebenso die Einfriedungen der Einfahrt und an der Ecke. Großartig, dass bislang alle Holzfenster des Hauses original erhalten wurden, nicht nur die Treppenhausfenster mit farbiger Bleiverglasung. Eckbau in Nähe des alten Ortskerns, baugeschichtlich von Bedeutung. LfD/2015 | 08970475 |
|                                         | Mietshaus in halboffener Bebauung | Paunsdorfer Straße 20 (Karte)          | 1909–1910 (Mietshaus)                                                                                | Naturstein- und Putzfassade, stattlicher Bau mit aufwendig gestalteter Erdgeschosszone und mit Erker, baugeschichtlich von Bedeutung Über einem ungewöhnlich mit Sandsteinrustikaquadern verkleideten Erdgeschoss strecken sich drei axialsymmetrisch konzipierte Obergeschosse des Mietshauses, das 1909–1910 durch den Baumeister Otto Unger aus Mölkau im Eigenauftrag errichtet wurde. Pläne steuerte der Reudnitzer Architekt Max Fricke bei. 1998 und 1999 Ausbau des Dachgeschosses, dabei Rekonstruktion des ursprünglichen Giebelaufbaus sowie Einbau neuer, den Originalen nachempfundener Fenster. Zwischenzeitlich war die reich gegliederte Putzfassade etwas geglättet und besaß einen vereinfachten Dreieck-Giebelaufbau für das Zwerchhaus. Geplant waren jeweils zwei Wohnungen pro Etage, Küchenaustritte mit Holzverkleidungen (heute noch in ihrer ursprünglichen Größe vorhanden), die Toiletten im Treppenhaus, das ehemalige Waschhaus ist im Hof an das Mietshaus angebaut. Das Haus ein Zeugnis für die Ortserweiterung in der Zeit vor dem 1. Weltkrieg, baugeschichtlich bedeutsam. LfD/2013, 2018 | 08970474 |
| Weitere Bilder                          | Fassade einer ehemaligen Fabrik | Sommerfelder Straße 120 (Karte)        | um 1920 (Fassade)                                                                                    | Fassade entlang der Sommerfelder Straße und Giebel, straßenbildprägender Bestandteil einer ehemaligen Fabrikanlage, ortshistorischer Wert | 08970494 |
| Weitere Bilder                          | Kirche Zweinaundorf (auch Kirche Mölkau genannt) | Zweinaundorfer Straße (Karte)          | 1709 (Kirche, bez. 1710), nach 1918 (Gefallenendenkmal)                                              | Kirche mit Ausstattung auf dem Kirchfriedhof Mölkau; mit westlicher Kirchhofsmauer sowie dem Denkmal für die Gefallenen des 1. Weltkrieges; im Kern barocke Saalkirche, im Reform- und Jugendstil der Zeit um 1910 umgebaut, Zweinaundorf wurde 1934 nach Mölkau eingemeindet, baugeschichtlich und ortsgeschichtlich von Bedeutung; aus der Kirchengeschichte: ursprünglich um 1614 von Johann Scipio auf dem Ritterguts-Friedhof als Holzkirche errichtet, im 30-Jährigen Krieg stark beschädigt, 1649 notdürftig repariert und um 1709 mit neuen Steingewölbe umgebaut sowie 1750 mit neuer Glocke ausgestattet. Umfassende Renovierung um 1906 und Veränderung der Inneneinrichtung im Jugendstil. | 08970386 |
| Direkt Bild zu diesem Denkmal hochladen | Wohnhaus in offener Bebauung, mit Vorgarten und Einfriedung | Zweinaundorfer Straße 113 (Karte)      | 1928–1930 (Wohnhaus), 1930 (Einfriedung)                                                             | mit zahlreichen Details überkommenes Wohnhaus, Putzfassade im Stil des Art déco, ortsbauentwicklungsgeschichtlich von Wertigkeit Für das Wohnhaus in der damaligen Hindenburgstraße 3 (später Karl-Marx-Straße 3 und Zweinaundorfer Straße 3) wurde am 18. Oktober 1928 der Bauantrag gestellt. Als Bauherren zeichneten wechselweise Frau Helene Uhde geb. Kleinsimon und Herr Bruno Uhde. Entwurf und Bauleitung lag in den Händen von Architekt und Baumeister Max Schumann aus Leipzig-Reudnitz, die Ausführung übernahmen die Gebrüder Hofmann. Zunächst wurde auf dem Grundstück 1929 eine Werkstatt erbaut, bevor dann 1930 die Wohnhauspläne nebst Einfriedung zur Ausführung kamen. Nach der Rohbaufertigstellung übernahm Architekt Ernst Riedel aus Leipzig-Schleußig die Bauleitung. 1941 wird Bruno Uhde als Buchdruckereibesitzer genannt. In den 1960er Jahren ist auf dem Grundstück die Fa. Mechanische Geräte von Johannes Moosdorf ansässig. Das original überkommene private Wohnhaus inmitten einer Siedlung zeichnet sich durch Gediegenheit und Sachlichkeit aus. Wenige Details gliedern den Putzbau (u. a. das Hochrelief einer Deckelvase), ein Windfanganbau und die ebenfalls originale Einfriedung ergänzen das malerische Erscheinungsbild. Entgegen der ursprünglichen Planung erhielt das Haus einen Erkeranbau am Ostgiebel. Als selten original erhaltenes Zeugnis privaten Wohnbaus der 1920er Jahre in Dörfern des Leipziger Umlandes von architekturhistorischer sowie von ortsentwicklungsgeschichtlicher Bedeutung. LfD/2011 | 08970382 |
|                                         | Empfangsgebäude des Bahnhofs | Zweinaundorfer Straße 235 (Karte)      | 1887 (Empfangsgebäude)                                                                               | Putzbau, Satteldach, verkehrsgeschichtlich und ortsgeschichtlich von Bedeutung | 08970383 |
| Direkt Bild zu diesem Denkmal hochladen | Villa, mit Nebengebäude und Garten | Zweinaundorfer Straße 237 (Karte)      | 1899–1900 (Villa), 1900 (Hinterhaus)                                                                 | alte Ortslage Zweinaundorf, Putzfassade mit Zierfachwerk, repräsentativ gestalteter Baukörper, im Innern Jugendstildekoration, erbaut für den Leipziger Kaufmann August Bobe, Frühwerk des Architekten Emil Franz Hänsel, baugeschichtlich von Bedeutung | 08970381 |

## Ehemalige Kulturdenkmale in Mölkau
| Bild                                    | Bezeichnung     | Lage                             | Datierung                   | Beschreibung | ID       |
| --------------------------------------- | --------------- | -------------------------------- | --------------------------- | --- | -------- |
| Direkt Bild zu diesem Denkmal hochladen | Zwei Wohnhäuser | Gottschalkstraße 12 (Karte)      | um 1800, um 1900 (Wohnhaus) | Zwei Wohnhäuser (Krüppelwalmdach, teils Fachwerk) und Nebengebäude einer Hofanlage; Bestandteile der historischen Ortskernbebauung    | 08970399 |
| Direkt Bild zu diesem Denkmal hochladen | Wohnhaus        | Hermann-Sander-Straße 11 (Karte) | 1931 (Wohnhaus)             | Wohnhaus (Putzfassade, Walmdach) in offener Bebauung mit Vorgarten; mit zahlreichen Details überkommener Wohnbau im Stil des Art déco | 08970473 |